# Josef Schildknecht
Josef Schildknecht   (4 de febrer de 1861 - 6 de setembre de 1899), també conegut com a Joseph Coelestin Othmar Schildknecht, fou un compositor suís.
Es distingí en el gènere religiós. Va escriure nombroses Misses; un Rèquiem; obres corals i per a orgue; la didàctica Praktische Anleitung zur Registriren, i un Organum comitans ad Graduale Romanum.